# Tha Carter IV
Albums de Lil Wayne
I Am Not a Human Being
(2010) I Am Not a Human Being II
(2013)
Singles
1. 6 Foot 7 Foot
Sortie : 16 décembre 2010
2. John
Sortie : 24 mars 2011
3. How to Love
Sortie : 31 mai 2011
4. She Will
Sortie : 16 août 2011
5. Mirror
Sortie : 13 septembre 2011

Tha Carter IV est le neuvième album studio de Lil Wayne sorti le 29 août 2011.

## Couverture
La pochette de Tha Carter IV a été publiée le 19 avril 2011 sur Internet. Elle met en scène un Lil Wayne en bas âge avec tous ses tatouages et reprend le concept de la pochette de Tha Carter III.

## Featurings
Lil Wayne a déclaré la présence de nombreux artistes de son crew Young Money comme Drake, Nicki Minaj ou encore Tyga. On peut aussi prévoir la présence de son père spirituel, Birdman, et de l'artiste Cory Gunz, présent sur le premier single de l'album 6 Foot 7 Foot. Hors Young Money, on retrouvera aussi Rick Ross qui est présent sur le deuxième single, John, ainsi que T-Pain, Tech N9ne, Nas, Busta Rhymes et Andre 3000. De plus Bruno Mars est également présent sur le titre Mirror.

## Singles
Trois singles ont été publiés pour l'instant, ), John (If I Die Today) avec Rick Ross (sorti le 23 mars 2011). Le premier single, 6 Foot 7 Foot, avec Cory Gunz est sorti le 16 décembre 2010. Il est produit par Bangladesh qui avait déjà produit, entre autres, A Milli, sur Tha Carter III.
Le deuxième, en featuring avec Rick Ross, est produit par Polow da Don. Ce single contient une sample de I'm Not a Star de Rick Ross, présent sur son album Teflon Don. L'instrumental y est légèrement modifié et la phrase « If I die today, remember me like John Lennon » est reprise pour former le refrain.
Le troisième, How to Love, est un morceau d'un style inhabituel à Lil Wayne, où la guitare est à l'honneur. Produit de sa nouvelle relation ou simplement preuve de maturité de la part du Best Rapper Alive, ce titre est sorti le 31 mai 2011.

## Réception
Les premières projections, basées sur deux jours de ventes, prévoyaient des chiffres compris entre 700 000 et 725 000 exemplaires avant d'être progressivement relevées jusqu'à plus de 900 000.
L'album s'écoulera finalement à près de 970 000 copies la première semaine aux États-Unis d’après les chiffres fournis par Nielsen Soudscan.
L'album s'est classé 1er au Billboard 200, au Top R&B/Hip-Hop Albums, au Top Digital Albums et au Top Rap Albums et a été certifié quintuple disque de platine par la Recording Industry Association of America (RIAA) le 25 septembre 2020.

## Liste des titres
| No  | Titre                                                                          | Sample d'origine                                                                     | Durée |
| --- | ------------------------------------------------------------------------------ | ------------------------------------------------------------------------------------ | ----- |
| 1.  | Intro (Produit par Willy Will)                                                 |                                                                                      | 2:52  |
| 2.  | Blunt Blowin (Produit par Develop)                                             | Heartbreaker de Pat Benatar                                                          | 5:13  |
| 3.  | MegaMan (Produit par MegaMan)                                                  | Back on My Grizzy de Lil Wayne                                                       | 3:18  |
| 4.  | 6 Foot 7 Foot (featuring Cory Gunz – Produit par Bangladesh)                   | Day-O (The Banana Boat Song) de Harry Belafonte                                      | 4:09  |
| 5.  | Nightmares of The Bottom (Produit par Snizzy et Kenoe)                         |                                                                                      | 4:41  |
| 6.  | She Will (featuring Drake – Produit par T-Minus)                               | Letting Go de J-Lie featuring Conflict                                               | 5:06  |
| 7.  | How to Hate (featuring T-Pain – Produit par Young Fyre)                        | Deuces de Chris Brown et Tyga featuring Kevin McCall                                 | 4:39  |
| 8.  | Interlude (featuring Tech N9ne – Produit par Willy Will)                       |                                                                                      | 2:01  |
| 9.  | John (featuring Rick Ross – Produit par Polow da Don)                          | I'm Not a Star de Rick Ross                                                          | 4:47  |
| 10. | Abortion (Produit par The Commission et StreetRunner)                          | The Star-Spangled Banner de Francis Scott Key et John Stafford Smith                 | 3:44  |
| 11. | So Special (featuring John Legend – Produit par Cool & Dre)                    | Don't Tell Me It's Over des Gym Class Heroes featuring Dre AJ Scratch de Kurtis Blow | 3:52  |
| 12. | How to Love (Produit par Noel Detail Fisher)                                   |                                                                                      | 4:00  |
| 13. | President Carter (Produit par Infamous)                                        | Les Dunes d'Ostende de François de Roubaix Discours d'inauguration de Jimmy Carter   | 4:15  |
| 14. | It's Good (featuring Jadakiss et Drake – Produit par Young Ladd et Cool & Dre) | The Cask of Amontillado de The Alan Parsons Project                                  | 4:02  |
| 15. | Outro (featuring Bun B, Nas, Shyne et Busta Rhymes – Produit par Willy Will)   |                                                                                      | 3:53  |

| 16. | I Like the View (Produit par Cool & Dre)                     | 4:41 |
| 17. | Mirror (featuring Bruno Mars – Produit par The Smeezingtons) | 3:48 |
| 18. | Two Shots                                                    | 2:45 |

| 19. | Up Up & Away (Produit par Timbaland et Wizz Dumb) | No Love d'Eminem featuring Lil Wayne | 3:54 |

| 20. | Novacane (featuring Kevin Rudolf)                                   | 3:39 |
| 21. | I Got Some Money On Me (featuring Birdman – Produit par Drew Money) | 4:05 |

## Certifications
| Pays              | Certification | Unités certifiées |
| ----------------- | ------------- | ----------------- |
| Danemark (IFPI)   | Or            | 10 000            |
| États-Unis (RIAA) | 5 × Platine   | 5 000 000         |
| Royaume-Uni (BPI) | Or            | 100 000           |